# علیت معکوس
علیت معکوس (به انگلیسی: Retrocausality) به هر کدام از پدیده‌هایِ فرضی یا فرایندهایی می‌گویند که علیت را معکوس می‌کند و اجازه می‌دهد که یک معلول، پیش از روی دادنِ علت‌اش، اتفاق بیفتد.

علیتِ معکوس، در اصل، آزمایشی فکری در فلسفهٔ ذهن است که با استفاده از عنصرهایِ علمِ فیزیک، تلاش می‌کند این سؤال را بررسی کند که: آیا آینده، می‌تواند حال را تحتِ تأثیر قرار دهد و آیا حال می‌تواند بر رویِ گذشته تأثیرگذار باشد؟ همچنین ملاحظه‌هایِ فلسفیِ سفر در زمان نیز، گاهی به موضوع‌هایی چون علیتِ معکوس اشاره می‌کنند، هر چند که سفر به گذشته، دقیقاً هم‌معنایِ با علیتِ معکوس نیست.

نظریه‌هایِ فیزیکیِ مجازِ کمی وجود دارند که گاهی، به گونه‌ای تفسیر می‌شوند که علیتِ معکوس از آن برداشت می‌شود. این بخشی از فیزیک پنداشته نمی‌شود، چرا که در فیزیک، تمایزِ بینِ علت و معلول، در بنیادی‌ترین سطح، بررسی نمی‌شود.

## در فلسفه

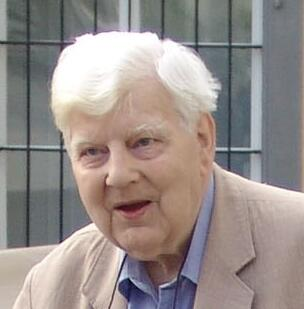
مایکل دامت

اگرچه تلاشِ فلسفی برایِ درکِ علیت، از زمانِ ارسطو و بحث‌هایِ او دربارهٔ علت‌هایِ چهارگانه آغاز می‌شود، این ایده که پیکانِ زمان، امکانِ برعکس شدن دارد، ایده‌ای به مراتب جدیدتر است. در حقیقت، علیتِ معکوس مدتی طولانی به عنوانِ ایده‌ای در ذات خود-متناقض پنداشته می‌شد، زیرا آن‌گونه که در فیلسوفِ قرنِ ۱۸ میلادی، دیوید هیوم بحث کرده‌است، زمانی که دو رویدادِ مرتبط با هم را بررسی می‌کنیم، علت، بنابه تعریف، آن رویدادی است که مقدم بر معلول است.
به‌علاوه، تواناییِ تأثیر گذاشتن بر گذشته، می‌تواند به آن ختم شود که علت‌ها، توسطِ معلول‌هایِ‌شان خنثی شوند و چنین چیزی یک پارادوکسِ فیزیکی همچون پارادوکسِ شناخته‌شدهٔ پدربزرگ را به وجود می‌آورد.
اما در دههٔ ۱۹۵۰ میلادی، مایکل دامت، در مخالفت با چنین دیدگاه‌هایی برخاست و بیان کرد که هیچ مشکلِ فلسفی‌ای وجود نخواهد داشت اگر معلول‌ها بر علت‌شان مقدم شوند. این ادعا، توسطِ آنتونی فلو و بعداً توسطِ ماکس بلک به چالش کشیده شد. «استدلال حیله» که بلک، آن را مطرح می‌کند، می‌گوید که علیتِ معکوس امکان‌پذیر نیست، چرا که ناظرِ خارجیِ معلول، می‌تواند پس از مشاهده‌یِ روی دادنِ معلول، مداخله کند و از پیش آمدنِ علتِ آن در آینده جلوگیری کند، پس، آن اتفاق هیچ‌گاه نباید روی داده باشد. یک بحثِ پیچیده‌تر دربارهٔ اینکه چه‌طور خواستِ آزاد می‌تواند به این بحث مرتبط شود، توسطِ بلک مطرح می‌شود که آن را می‌توان در قالبِ پارادوکس نیوکامب مشاهده کرد. فیلسوفان ذات‌باور، پیشنهادهایِ دیگری را مطرح کرده‌اند، مثلاً وجودِ «قدرت‌هایِ عِلی اصیل در طبیعت» یا با برانگیختن نگرانی‌ها، در رابطه با نقشِ استقرا در نظریه‌هایِ علی.
بحث‌هایِ فلسفیِ جدید در این زمینه، معمولاً با همراه کردنِ جنبه‌هایی از فیزیکِ مدرن صورت می‌گیرد، به عنوانِ مثال با کمک گرفتن از ذره‌ی فرضیِ تاکیون و برخی جنبه‌هایِ مستقل-از-زمان در مکانیک کوانتومی. جان فای، از دانشگاهِ کپنهاگ استدلال کرده‌است که اعتراض‌هایِ منطقی نسبت به سفر در زمان در بعدِ ماکروسکوپی، لزوماً به این معنا نیست که علیتِ معکوس در اندرکنش‌هایِ دیگر بعدها هم امکان‌پذیر نیست. حتی اگر چنین اثرهایی امکان‌پذیر هم باشند، باز هم ممکن است که نتیجه‌هایی که ما می‌بینیم، متفاوت با آنچه که در علیتِ معمولی می‌بینیم، نباشند.

## در فیزیک
فیزیک کنونی به‌طور کلی از علیت معکوس حمایت نمی‌کند. اگرچه بعضی از نظریه‌ها از نظر تئوری به ذرات یا اطلاعات اجازه می‌دهند که در زمان به عقب بازگردند. این نظریات توسط دانشمندان برجسته مطرح شده‌اند و توسط برخی در جامعه علمی معنی‌دار در نظر گرفته شده‌اند.

زمان در این نمودار فاینمن از نابودی زوج الکترون-پوزیترون از چپ به راست حرکت می‌کند. وقتی تفسیری مشتمل بر علیت معکوس از آن ارائه می‌شود الکترون (با نماد e^{-}) از بین نمی‌رود بلکه به پوزیترون تبدیل شده و در زمان به عقب حرکت می‌کند.